# San Lorenzo (Mortara)
A San Lorenzo-templom az olaszországi Mortara településen található, Lombardia régióban.
A templomot tervezte és 1375-től 1380-ig építette az olasz Bartolino da Novara. Többször felújították, 1840-ben és 1916-ban ismét. A téglahomlokzatot a központi rózsaablak díszíti. A homlokzaton további ablakok kaptak helyet a mellékhajók vonalában. A téglatemplom vörösesbarna színű. Két külső, 15. századi dombormű került a főbejárat felé. Névtelen mester 15. századi freskója színesíti, amelyen a Szűz és a gyermek látható. Az első kápolnában 1578-ban készült festmény található. Táblaképek gazdagítják még a belső teret.